# Grand Prix Formule 1 van Brazilië 1999
De Grand Prix Formule 1 van Brazilië 1999 werd gehouden op 11 april 1999 in Interlagos.

## Verslag
Mika Häkkinen maakte een sterke start, terwijl David Coulthard niet weg kwam in de opwarmronde en met drie ronden achterstand een poging deed om de race te hervatten,  later zou hij alsnog uitvallen. In de derde ronde viel Häkkinen om onduidelijke reden bijna stil, maar wist vervolgens de gang weer in zijn McLaren te krijgen.
Hierdoor nam Rubens Barrichello de leiding over van Häkkinen, de eerste keer dat een Stewart aan de leiding van een race lag. Hij bleef aan de leiding liggen tot zijn pitstop in de 27ste ronde en zou later uitvallen met een kapotte motor. Michael Schumacher nam de leiding over, tot ook hij een pitstop moest maken. Hierna lag Häkkinen de rest van de race aan de leiding. De Fin won, voor Michael Schumacher, Heinz-Harald Frentzen, Ralf Schumacher, Eddie Irvine en Olivier Panis.

## Uitslag
| Positie | Nr | Rijder                | Team               | Ronden | Tijd/Opgave     | Startplaats | Punten |
| ------- | -- | --------------------- | ------------------ | ------ | --------------- | ----------- | ------ |
| 1       | 1  | Mika Häkkinen         | McLaren-Mercedes   | 72     | 1:36:03.785     | 1           | 10     |
| 2       | 3  | Michael Schumacher    | Ferrari            | 72     | +4.925          | 4           | 6      |
| 3       | 8  | Heinz-Harald Frentzen | Jordan-Mugen-Honda | 71     | +1 Ronde        | 8           | 4      |
| 4       | 6  | Ralf Schumacher       | Williams-Supertec  | 71     | +1 Ronde        | 11          | 3      |
| 5       | 4  | Eddie Irvine          | Ferrari            | 71     | +1 Ronde        | 6           | 2      |
| 6       | 18 | Olivier Panis         | Prost-Peugeot      | 71     | +1 Ronde        | 12          | 1      |
| 7       | 10 | Alexander Wurz        | Benetton-Playlife  | 70     | +2 Rondes       | 9           |        |
| 8       | 15 | Toranosuke Takagi     | Arrows             | 69     | +3 Rondes       | 19          |        |
| 9       | 21 | Marc Gené             | Minardi-Ford       | 69     | +3 Rondes       | 20          |        |
| NF      | 14 | Pedro de la Rosa      | Arrows             | 52     | Hydraulica      | 17          |        |
| NF      | 22 | Jacques Villeneuve    | BAR-Supertec       | 49     | Hydraulica      | 21          |        |
| NF      | 5  | Alessandro Zanardi    | Williams-Supertec  | 43     | Versnellingsbak | 16          |        |
| NF      | 16 | Rubens Barrichello    | Stewart-Ford       | 42     | Motor           | 3           |        |
| NF      | 12 | Pedro Diniz           | Sauber-Petronas    | 42     | Botsing         | 15          |        |
| NF      | 9  | Giancarlo Fisichella  | Benetton-Playlife  | 38     | Koppeling       | 5           |        |
| NF      | 20 | Stéphane Sarrazin     | Minardi-Ford       | 31     | Spin            | 18          |        |
| NF      | 11 | Jean Alesi            | Sauber-Petronas    | 27     | Versnellingsbak | 14          |        |
| NF      | 2  | David Coulthard       | McLaren-Mercedes   | 22     | Versnellingsbak | 2           |        |
| NF      | 19 | Jarno Trulli          | Prost-Peugeot      | 21     | Versnellingsbak | 13          |        |
| NF      | 17 | Johnny Herbert        | Stewart-Ford       | 15     | Hydraulica      | 10          |        |
| NF      | 7  | Damon Hill            | Jordan-Mugen-Honda | 10     | Botsing         | 7           |        |
| NQ      | 23 | Ricardo Zonta         | BAR-Supertec       |        |                 |             |        |

## Wetenswaardigheden
- Stéphane Sarrazin maakte zijn Formule 1-debuut voor Minardi doordat Luca Badoer zijn hand had geblesseerd tijdens het testen. Het was de enige deelname van Sarrazin aan een Formule 1-race.
- Ricardo Zonta had zich niet gekwalificeerd doordat hij zich had geblesseerd bij een crash tijdens de oefenritten op zaterdag.
- Heinz-Harald Frentzen had gediskwalificeerd kunnen worden doordat hij zonder benzine stilviel tijdens de laatste ronde. Alle wagens moeten normaal in het Parc Ferme kunnen raken.

## Statistieken
| Pole-position | Mika Häkkinen | McLaren-Mercedes | 1:16.568 |
| Snelste ronde | Mika Häkkinen | McLaren-Mercedes | 1:18.448 |

## Noot
- Dit was het debuut van de Franse coureur Stéphane Sarrazin.
- Tiende Grand Prix-winst voor Mika Häkkinen.
- Dit was de 100ste en 101ste podiumplaats voor een Duitse coureur.

1972 · 1973 · 1974 · 1975 · 1976 · 1977 · 1978 · 1979 · 1980 · 1981 · 1982 · 1983 · 1984 · 1985 · 1986 · 1987 · 1988 · 1989 · 1990 · 1991 · 1992 · 1993 · 1994 · 1995 · 1996 · 1997 · 1998 · 1999 · 2000 · 2001 · 2002 · 2003 · 2004 · 2005 · 2006 · 2007 · 2008 · 2009 · 2010 · 2011 · 2012 · 2013 · 2014 · 2015 · 2016 · 2017 · 2018 · 2019